# 瓦德利 (喬治亞州)
瓦德利（英語：Wadley）是一個位於美國喬治亞州傑佛遜縣的城市。

## 地理
瓦德利的座標為32°52′14″N 82°24′14″W / 32.87056°N 82.40389°W，而該地的平均海拔高度為77米（即253英尺）。

## 人口
根據2010年美國人口普查的數據，瓦德利的面積為11.90平方千米，當中陸地面積為11.80平方千米，而水域面積為0.10平方千米。當地共有人口2061人，而人口密度為每平方千米173.19人。